# Plataforma universal de Windows

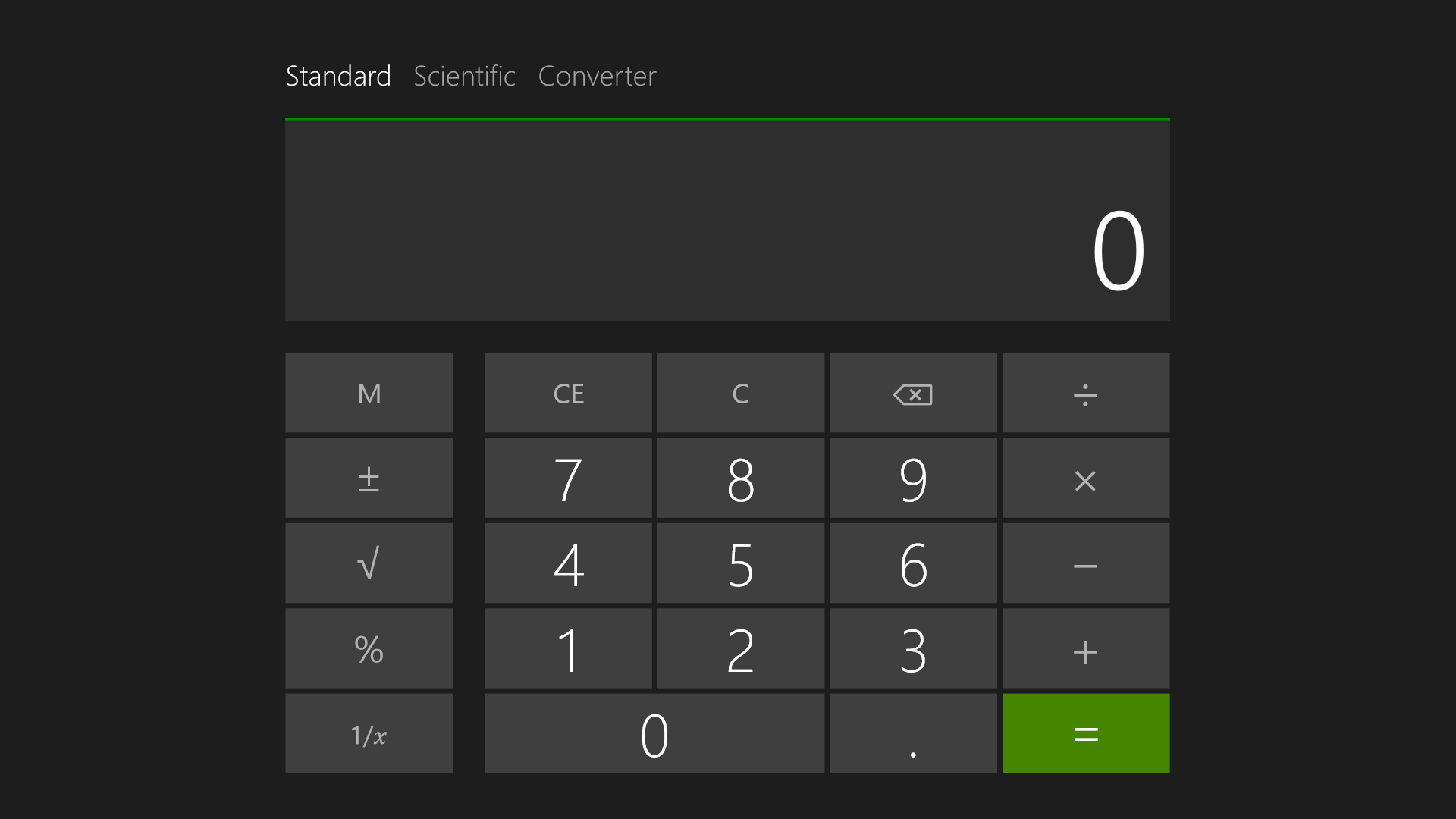
Calculadora UWP para Windows 8.1

La Plataforma universal de Windows (Windows Universal Platform; conocida generalmente como UWP) es una API o una plataforma común de aplicaciones presentes en todos los dispositivos que cuentan con Windows 10, Windows 11 y sus variantes, que se presentó en Windows 8 por primera vez como WinRT (Windows Runtime). Windows Core se basa en esta a diferencia de Windows NT.
Cuando se publicó Windows Phone 8.1, se adaptó Windows en tiempo de ejecución a Windows Phone 8.1 y a Windows. Esto permitió a los desarrolladores crear aplicaciones universales para Windows 8 destinadas a Windows y a Windows Phone con un código base compartido.
Windows 10 y Windows 11 presenta la Plataforma universal de Windows, que continúa el desarrollo del modelo de Windows en tiempo de ejecución y lo incorpora al núcleo unificado de Windows 10. Como parte del núcleo, UWP ahora proporciona una plataforma común de aplicaciones disponible en todos los dispositivos que se ejecutan en Windows 10, Windows 11 y todas sus ediciones.

## Ventajas
- Se abordan familias de dispositivos, no un solo sistema operativo.
  - Una familia de dispositivos identifica las API, las características del sistema y los comportamientos que puedes esperar en todos los dispositivos de la familia. También determina el conjunto de dispositivos en los que se puede instalar la aplicación desde la tienda.
- Las aplicaciones se empaquetan y distribuyen mediante el formato de empaquetado .AppX. Todas las aplicaciones para UWP se entregan como un paquete AppX. Esto proporciona un mecanismo de instalación de confianza y garantiza que las aplicaciones se pueden implementar y actualizar sin problemas.
- Hay una tienda para todos los dispositivos. Después de registrarte como desarrollador de aplicaciones, puedes enviar la aplicación a la tienda y hacer que esté disponible en todas las familias de dispositivos, o solo en las que elijas. Puedes enviar y administrar todas tus aplicaciones para los dispositivos de Windows en un solo lugar.
- Hay una superficie de API común para las familias de dispositivos.
  - Las API principales de la Plataforma universal de Windows (UWP) son las mismas para todas las familias de dispositivos de Windows. Si la aplicación solo usa las API principales, se ejecutará en cualquier dispositivo de Windows 10.
- Los SDK de extensión hacen que tu aplicación destaque en dispositivos especializados. Los SDK de extensión agregan API especializadas para cada familia de dispositivos. Si tu aplicación está diseñada para una familia de dispositivos en particular, puedes hacer que destaque usando estas API. Puedes seguir teniendo un paquete de la aplicación que se ejecute en todos los dispositivos comprobando que la familia de dispositivos de tu aplicación está ejecutándose antes de llamar a una API de extensión.[1]